# Jacopino del Conte
Pour les articles homonymes, voir del Conte.

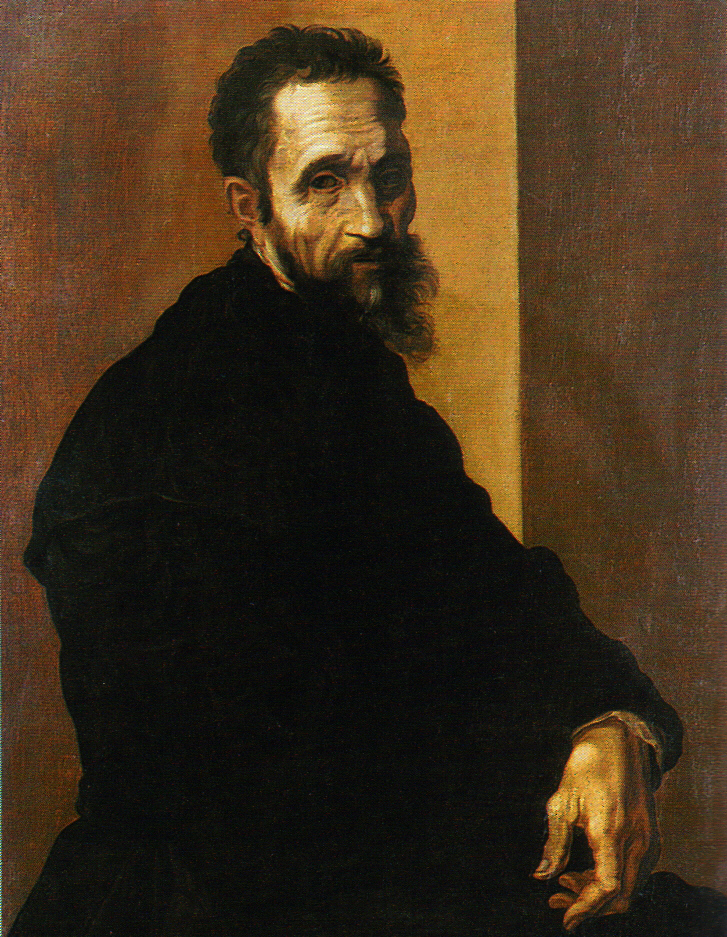
Portait de Michel-Ange

Jacopino del Conte  ou Jacopo del Conte (né à Florence en 1510, mort en 1598), est un peintre italien maniériste et contre-maniériste du XVIe siècle.

## Biographie
Jacopino del Conte est un éminent peintre maniériste italien, actif à Rome et Florence. Il est né la même année qu'un autre maître de Florence, Francesco Salviati et était ami de Michel-Ange dont il a peint le portrait en 1540 (conservé aujourd'hui au Metropolitan Museum of Art).
Comme Salviati et un certain nombre d'autres peintres, il a d'abord fait son apprentissage à Florence auprès de l'influent peintre Andrea del Sarto. Vers 1536, il s'établit à Rome où il subit l'influence de Michel-Ange et du maniérisme de Francesco Salviati et de Daniele da Volterra.
Ses premières fresques, l'Annonciation à Zachariah (1536), La Prédication de saint Jean-Baptiste (1538) (réalisée d'après un dessin de Perin del Vaga) et Le Baptême du Christ (1541) ont été réalisées dans l'Oratorio San Giovanni Decollato, situé à Rome. En 1547 - 1548, en collaboration avec Girolamo Siciolante da Sermoneta, il achève la décoration de la fresque de la chapelle de San Remigio à l'église Saint-Louis-des-Français de Rome. En 1552, il peint les retables pour l'oratoire San Giovanni Decollato, dont les modèles sont parfois attribués à Daniele da Volterra. Bien que les dates de sa naissance et de sa mort n'ont pas été documentées, Jacopino del Conte serait mort à 88 ans.
Connu surtout pour ses œuvres religieuses, il a également peint le portrait de plusieurs personnalités romaines, comme le banquier Bindo Altoviti et le cardinal Guglielmo Sirleto.

## Œuvres
- Prédication de saint Jean-Baptiste,
- Sainte famille avec le petit saint Jean-Baptiste, 134 × 100 cm, musée des beaux-arts de Nancy
- La Mise au tombeau (1545-1550) (att.), huile sur bois, 257 × 192 cm, Musée Condé, Chantilly
- La Sainte Famille, 105 × 100 cm, musée du Prado, Madrid.